# Országos Diákönkormányzat
Az Országos Diákönkormányzat egy oktatáspolitikai diákszervezet, amelynek fő céljai a Magyarországi oktatásban résztvevők képviselete. A szervezet legfontosabb szerve az Országos Diákparlament, mely a megyei szintű területi szekciók időszakos, illetve ezek összefogásának országos, háromévenkénti gyűlése. A gyűléseken szakpolitikai ajánlásokat fogalmaznak meg, melyet oktatási döntéshozók elé terjesztenek.
A diákszervezet hivatalos kereteit az 1996-ban alapított Diákközéletért Alapítvány adja, melynek célja a diákok önrendelkezésének segítése, a diákparlament feltételeinek biztosítása. Ezen célokat diákokra szabott képzési programmal, ismeretterjesztéssel, tanácsadással, diákjogi kutatással igyekeznek elérni.

## Szakpolitikai álláspontja
A szervezet álláspontja a 2017. február 7-én Székesfehérváron, a Diákparlament országos ülésén elfogadott 50 pontból ismerhető meg.
A javaslataikat az alábbi csoportokba lehet sorolni:
- Oktatásfinanszírozás: kérik az oktatás egyes területeinek kiterjedtebb állami támogatását, így infrastrukturális fejlesztéseket, az Öveges-laborok programjának kiterjesztését, a diákok számára több ösztöndíjazási és pályázati lehetőséget, a KRESZ-vizsgára, egészségügyi vizsgára felkészítés és az első nyelvvizsgaszerzés díjmentessé tételét. Emellett kérik a diákmozgalmakat segítő tanárok pótlékkal való támogatását.
- Tankönyvek: a szabad tankönyvválasztás jogának visszaállítását, emellett a tananyagok korszerűsítését, illetve digitális formátumban való elérhetőségét kérik.
- Érettségi és felvételi: kérik az érettségi pontok számításának módosítását, ezen belül a versenyeredmények és a felsőfokú nyelvvizsga magasabb díjazását. Emellett több tantárgy esetén letehető előrehozott érettségire vonatkozó kérést fogalmaznak meg. Egyes tantárgyak esetén konkrét javaslattal is élnek, például hogy a történelem érettségin használható legyen az évszámokat tartalmazó atlasz, az idegen nyelvi tárgyakon pedig lehessen adott nyelvű vizsgát letenni. Kérik a pályaorientációs órák kiterjesztését az alsóbb évfolyamok számára, és kérik a nemzetközi érettségi hazai elfogadását.
- Szakképzés, szakmai gyakorlat: Kérik a szakképzési követelményrendszer felülvizsgálatát, az érettségi felkészítés idejének meghosszabbítását, a szakmai tárgyak érettségin szabadon választhatóként való figyelembevételének lehetőségét. Kérik a szakképzés összevont természettudományi képzése helyett a korábbi természettudományos tárgyak rendjének, és óraszámának visszaállítását. Emellett a szakmai gyakorlatozók és a fogadóhelyek jobb tájékoztatását, a fogadóhelyek jobb ellenőrzését, az időbeosztásra vonatkozó szabályok lazítását kérik, és azt, hogy a szakmai gyakorlat vizsgával záruljon. Javasolják a közösségi szolgálat rendszerének átgondolását. A diákok tapasztalatszerzésének lehetőségeként felvetik az országon belüli, iskolák közötti diákcsere-kapcsolatok erősítését.
- Tantervi változtatások: több hatáskört kérnek az iskoláknak a tanterv kialakításában, és kérik a tankötelezettség visszaállítását 18 éves korig. Ezen kívül konkrétan javasolják az iskolai nyelvoktatás módszertani fejlesztését, a gyakorlatias, életvitellel összefüggő kompetenciák fejlesztését (pl. adóbevallás, hitel, médiaismeret stb.), a nyelvi és matematika tárgyak esetén a kis létszámú oktatási formát, a kollégiumi foglalkozások időkeretének meghatározásában a kollégiumok nagyobb szabadságát.
- A diákszervezetek szabályozása: javasolják a diákszervezeteket érintő önkormányzati feladatok bővítését, a diákparlament gyakoribb ülésezését, a szervezetekről bővebb tájékoztatást, a diákszervezetek véleményezési vagy egyetértési jogát egyes iskolai döntésekben, illetve hogy a diákönkormányzatok költségvetése kerüljön be az iskolai költségvetésbe. Emellett több diákszervezeteknek járó pályázati lehetőséget szorgalmaznak.
- Iskolai környezet és szolgáltatások: a közétkeztetés színvonalának növekedése érdekében kérik a diákok visszajelzéseinek figyelembe vételét, a speciális étkezési igényűekkel szembeni nagyobb rugalmasságot, és a gyümölcsprogram kiterjesztését. Az iskolai szolgáltatások részeként kérik az intézményenkénti iskolapszichológus alkalmazását. Emellett a fejtetvesség visszaszorítását segítő szabályozást kérnek.
- Készségtantárgyak szabályozása: javasolják, hogy a készségtárgyak legyenek gyakorlatorientáltak, ne kerüljenek osztályozásra, és a 11. évfolyamtól látogatásuk fakultatív legyen. Javasolják a mindennapi testnevelés-oktatás rendszerének újragondolását a meglévő infrastruktúra figyelembe vételével.
- Időgazdálkodás: Kérik az általános iskolás korú gyerekek leterheltségének csökkentését, a terhelés évfolyamonkénti növekedésének arányos kialakítását, illetve hogy a nyári szünet hossza ne változzon meg.
- Jogbiztonság: javasolják, hogy az oktatáspolitikai változtatásokat csak várakozási idővel, felmenő rendszerben lehessen bevezetni.
- Minőség-ellenőrzés: kérik, hogy a Netfit-felmérés eredményét ne osztályozzák, a tanárok értékelésekor viszont vegyék figyelembe a diákok véleményét, illetve szúrópróbaszerű ellenőrzések eredményét.